# Elachyptera floribunda
Elachyptera floribunda är en benvedsväxtart som först beskrevs av George Bentham, och fick sitt nu gällande namn av Albert Charles Smith. Elachyptera floribunda ingår i släktet Elachyptera och familjen Celastraceae. Inga underarter finns listade.